# Gewoon haarmos
Gewoon haarmos (Polytrichum commune) is een soort uit het geslacht haarmos (Polytrichum).
Het is een algemene, kosmopolitische soort die voorkomt in uiteenlopende biotopen zoals naaldbossen, moerassen en vochtige heide. 

## Etymologie en naamgeving
De botanische naam Polytrichum is afkomstig uit het Oudgriekse polus, (veel), en thrix (haar), naar het dicht behaarde huikje. De soortaanduiding commune komt uit het Latijn en betekent 'gewoon'.

## Determinatie
Gewoon haarmos vormt dikwijls zoden of kussens. Ze heeft rechtopstaande stengels, die een lengte kunnen bereiken tot meer dan 20 cm. De stengelblaadjes zijn 6–12 mm lang, lancetvormig, eindigend op een scherpe tand, donker- tot grijsgroen, aan de basis lichter gekleurd en stengelomvattend. De bladschijf is aan de bovenzijde bedekt met overlappende lamellen en daardoor ondoorzichtig, met uitzondering van de bladrand. De bladrand is twee tot drie cellen breed en scherp gezaagd. Bij vochtig weer zijn de blaadjes alzijdig afstaand, bij droogte plooien ze zich opwaarts rond de stengel.
Gewoon haarmos is een tweehuizige plant. De mannelijke planten ontwikkelen een stervormig perigonium. De sporofyt bestaat uit een sporenkapsel of sporogoon op een 5–9 cm lange kapselsteel. De sporogonen zijn blok- of tonvormig, met vier overlangse, duidelijke ribben, en knikken bij rijpheid. Op de overgang van het kapsel naar de kapselsteel zit een afgesnoerd schijfje. Jonge sporenkapsels worden bedekt door een puntig, lichtgeel tot lichtbruin behaard huikje.

### Gelijkende taxa
Gewoon haarmos is vaak moeilijk te onderscheiden van verscheidene andere haarmossen. Ze wordt het meest verward met fraai haarmos, die een vijfribbig sporenkapsel heeft, en geen schijfje op de overgang van het kapsel en de kapselsteel. 

## Onderverdeling
Zeer zelden komen exemplaren van gewoon haarmos met vertakte stengels voor. Deze worden als een aparte vorm beschouwd, P. commune forma fastigiatum.
Gedeukt haarmos (P. commune var. perigoniale) is een variëteit van het gewoon haarmos waarvan de topcellen van de lamellen ingedeukt zijn. Gedeukt haarmos is kleiner dan gewoon haarmos, tot 8 cm, met smallere blaadjes, en komt over het algemeen op drogere, zandige plaatsen voor.
Doorgroeid haarmos (P. commune var. humile) is een kleine variëteit van gewoon haarmos, met plantjes tot 6 cm hoog, waarvan de stengel van de mannelijke plantjes door het perigonium heengroeit, waardoor etages ontstaan. Doorgroeid haarmos is in België en Nederland zeldzaam, en komt enkel voor op vochtige, zandige, verder onbegroeide standplaatsen.

## Ecologie
Gewoon haarmos groeit voornamelijk op open tot licht beschaduwde plaatsen op vochtige, zwak zure bodems van moerassen, veengebieden, naaldbossen, broekbossen, vochtige heide en aan de oevers van vennen, poelen en beken.

### Syntaxonomie
Gewoon haarmos is een differentiërende soort voor het verbond van struikhei en kruipbrem (Calluno-Genistion) ten opzichte van andere verbonden binnen de struikheide-orde.

## Verspreiding
Gewoon haarmos kent een kosmopolitische verspreiding. In Nederland en Vlaanderen is de soort algemeen.

## Fotogalerij

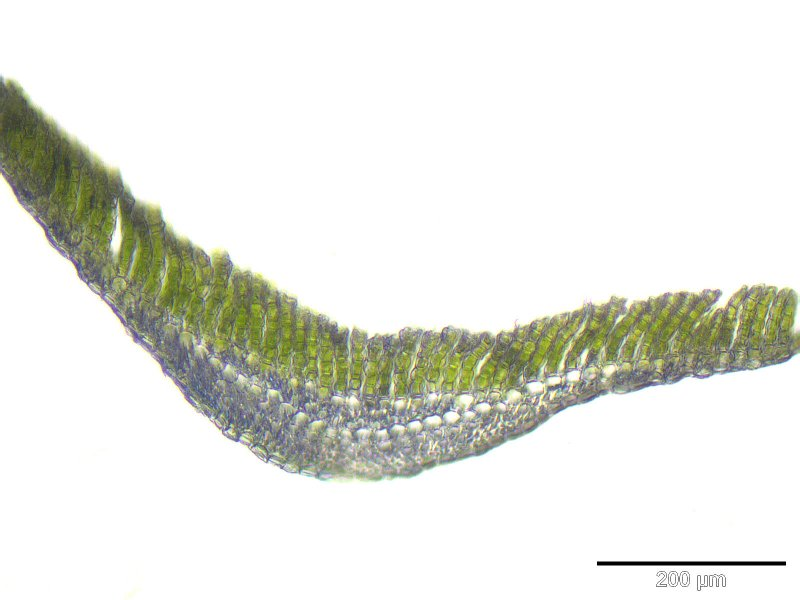
Dwarsdoorsnede van het stengelblad met parallelle, longitudinaal lopende lamellen (125x)
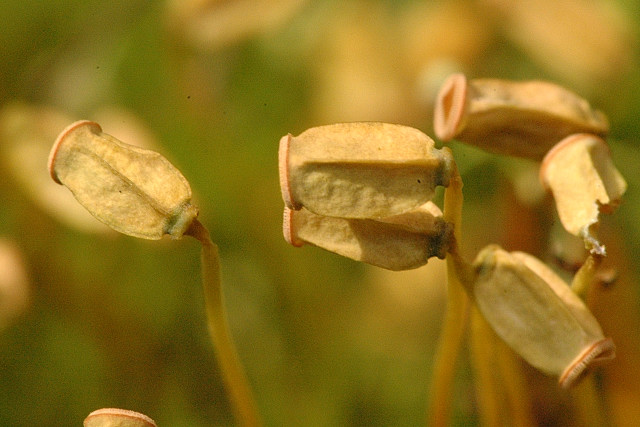
Detail van het sporogoon
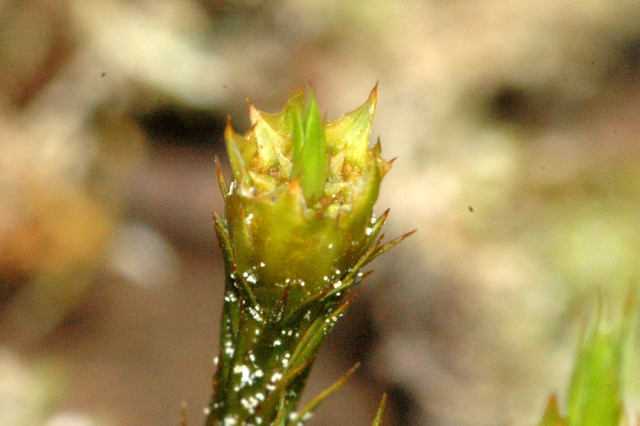
Mannelijke plant, detail perigonium